# 185 av. J.-C.
Cette page concerne l'année 185 av. J.-C. du calendrier julien proleptique.

## Événements
- 28 décembre 186 av. J.-C. (15 mars 569 du calendrier romain) : début à Rome du consulat de Appius Claudius Pulcher et Marcus Sempronius Tuditanus[1].
  - Le Sénat reçoit des plaintes au sujet de l’annexion par Philippe V de Macédoine d’Athamania et de ses progrès en Thessalie, en Perrhébie et en Thrace, où il occupe Ainos et Maronée que réclame Eumène de Pergame. Le Sénat envoie une commission d’enquête en Grèce[2].
- Printemps : conférence de Tempé[3]. Thessaliens, Perrhèbes et Athamanes accusent Philippe V ; les commissaires du Sénat romain se rendent ensuite à Thessalonique pour examiner la question de Maronée et Ainos avec les envoyés d’Eumène. Philippe V, très en colère, rappelle sa fidélité à Rome dans la Guerre antiochique. Les commissaires donnent raison aux plaignants et demandent au roi de retirer ses garnisons et de s’en tenir aux frontières de la Macédoine[2]. Les commissaires se rendent ensuite en Achaïe où les Achéens refusent de convoquer une assemblée générale pour leur donner audience.

- Le préteur Lucius Postumius réprime la révolte des esclaves pasteurs d’Apulie, qui se livrent au brigandage. Environ 7 000 hommes sont condamnés pendant les deux ans que durent les opérations de police. L’événement serait lié avec le scandale des Bacchanales, certains Bacchants réfugiés en Apulie ayant pris contact avec les bergers séditieux[4].

- Début du règne en Inde de Brihadratha, roi des Shunga[5].
  - Le dernier Maurya Brihadratha est assassiné sur ordre de son général, le brahmane Pushyamitra Shunga qui prend le pouvoir et établit la dynastie Shunga (fin en 73 av. J.-C.) sur le centre de l’Inde et la région du Gange. Il règne jusqu'en 149 av. J.-C. À l’ouest s’établissent des républiques indépendantes. Le royaume Shunga ne forme pas un État centralisé comme celui des Maurya, mais plutôt un royaume de type féodal. Son centre est à Vidisha, dans l’est du Mâlwa. Les domaines sur lesquels le roi exerce un contrôle direct sont entourés par des États moins grands, qui se trouvent dans des situations de dépendance diverses, mais dont l’autonomie est attestée par le fait que certains battent leur propre monnaie. Les noms des souverains Shunga sont conservés dans les Purânas[6]. Pushyamitra rétablit l’ordre brahmanique (liberté religieuse) et s’oppose à la conception bouddhiste d’une église organisée. Partisan d’un hindouisme orthodoxe, il rétablit les anciens sacrifices védiques, y compris les sacrifices de chevaux.

## Naissances en 185 av. J.-C.
- Panétios de Rhodes, philosophe stoïcien.
- Scipion Émilien, général et homme d'État romain.